# Đại sứ quán Việt Nam Cộng hòa tại Canada
Đại sứ quán Việt Nam Cộng hòa tại Canada (tiếng Anh: Embassy of the Republic of Vietnam in Canada), thường gọi là Đại sứ quán Nam Việt Nam tại Canada, là cơ quan đại diện ngoại giao của Việt Nam Cộng hòa (Nam Việt Nam) tại thủ đô Ottawa của Canada từ năm 1974 cho đến khi đóng cửa vào tháng 5 năm 1975.

## Lịch sử
Đại sứ quán Việt Nam Cộng hòa tại Canada chính thức thành lập vào năm 1974 cho đến khi Sài Gòn thất thủ ngày 30 tháng 4 năm 1975 thì buộc phải đóng cửa vào tháng 5 cùng năm.

## Danh sách Đại sứ

### Đại sứ Việt Nam Cộng hòa tại Canada (1974–1975)
Năm 1974, Việt Nam Cộng hòa cho lập Đại sứ quán tại Canada.
| Số | Tên gọi         | Bổ nhiệm         | Nhậm chức         | Trình Quốc thư      | Từ chức             | Cấp bậc | Chức vụ                    | Ghi chú | Ghi chú |
| -- | --------------- | ---------------- | ----------------- | ------------------- | ------------------- | ------- | -------------------------- | --- | ------- |
| 1  | Trần Kim Phượng | Tháng 3 năm 1974 |                   | 31 tháng 7 năm 1974 | 21 tháng 5 năm 1975 | Đại sứ  | Đại sứ đặc mệnh toàn quyền | Đại sứ đầu tiên sau khi thiết lập quan hệ ngoại giao giữa Việt Nam Cộng hòa và Canada, kiêm chức Đại sứ Việt Nam Cộng hòa tại Hoa Kỳ. Ông cũng là đại sứ cuối cùng, đến tháng 5 thì đại sứ quán đóng cửa, sau đó ông định cư ở Maryland, Mỹ và mất năm 2004. |         |
| 2  | Nguyễn Quốc Tân |                  | Tháng 12 năm 1974 |                     | Tháng 5 năm 1975    | Công sứ | Đại biện lâm thời          | |         |